# Morten Lund (Musiker)

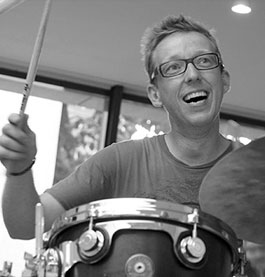
Morten Lund

Morten Lund (* 13. September 1972 in Viborg) ist ein dänischer Jazz-Schlagzeuger.

## Leben und Wirken
Lund stammt aus einer musikalischen Familie; sein Vater spielte Schlagzeug, Trompete und Gitarre; seine Mutter Flöte. Mit sechs Jahren begann er Schlagzeug zu spielen, mit 15 Jahren hatte er erste professionelle Auftritte. Ab 1993 besuchte er das Det Jyske Musikkonservatorium in Aarhus, im folgenden Jahr spielte er in der Klüvers Big Band, mit der erste Aufnahmen entstanden, ferner mit Katrine Madsen. Nach Abschluss des Studiums 1997 zog er nach Kopenhagen, um in der dortigen Musikszene zu arbeiten. 2002 spielte er im Jazzpar Sixtet unter Leitung von Enrico Rava, aus dem 2003 das zunächst von Jesper Bodilsen geleitete Trio mit Stefano Bollani entstand (Mi ritorni in mente 2004), mit dem er auch im New Yorker Birdland gastierte und das bis heute besteht. 2006 wurde er als bester dänischer Jazzmusiker mit dem Ben Webster Prize ausgezeichnet. Im Bereich des Jazz war er zwischen 1996 und 2013 an 57 Aufnahmesessions beteiligt, u. a. mit Jan Lundgren, Ulf Wakenius, Cæcilie Norby, Doug Raney, Sidsel Storm, Yelena Eckemoff, Adam Bałdych oder Iiro Rantala.

## Diskographische Hinweise
- Lars Møller / Jon Balke / Morten Lund: Trialogue (Imogena Records, 2003)
- Stefano Bollani / Jesper Bodilsen / Morten Lund: Gleda: Songs from Scandinavia (Stunt, 2005)[4]
- Adam Bałdych & the Baltic Gang Imaginary Room (ACT 2012, mit Verneri Pohjola, Nils Landgren, Jacob Karlzon, Lars Danielsson)
- Danielsson Neset Lund: sun blowing (ACT, 2016)